# Moshe Safdie
Moshe Safdie (Haifa, 14 luglio 1938) è un architetto israeliano naturalizzato canadese, celebre per l'opera Habitat 67 e per la progettazione del nuovo memoriale presso il museo Yad Vashem.

## Biografia
Da adolescente frequenta il Liceo di Reali in Haifa, dove coltiva interessi nella chimica e nelle matematiche. Inizialmente è indeciso su quale carriera intraprendere. Il padre di Safdie era un importatore di tessuti in Israele, ma dopo che tali importazioni furono proibite, emigrò con la sua famiglia in Canada, più precisamente a Montréal.
Nel settembre del 1955 si iscrive nella Facoltà di Pianificazione all'Università McGill.
Nel 1960 durante il suo viaggio di studio sull'edilizia urbana nordamericana, viaggio che lo portò in mezzo continente grazie a una borsa di studio della Canadian Mortgage and Housing Corporation, Safdie fu profondamente colpito dallo spreco di terreno e risorse nelle periferie e dall'eccessiva dipendenza dall'automobile come unico mezzo di trasporto.
Era assolutamente chiaro che tutta la popolazione non poteva usufruire dell'edilizia residenziale, per il semplice motivo che lo spazio disponibile non sarebbe mai stato sufficiente. Tuttavia era chiaro per Safdie che nemmeno l'alternativa delle abitazioni su più piani poteva essere funzionale, poiché le persone si trovavano allontanate dal suolo, private di una reale intimità domestica per la mancanza di isolamento acustico, senza un'entrata distinguibile, relegati nell'anonimato.
Sicuramente la gente preferiva le abitazioni dei sobborghi, nelle quali si poteva godere di cortili privati, di sufficiente distanza dai vicini, di un senso di appartenenza a una comunità. I residenti si sentivano proprietari del proprio spazio. Con la sua tesi Moshe Safdie voleva introdurre una terza alternativa, creando quella che considerava una “nuova forma di edilizia in grado di riprodurre, in un ambiente ad alta densità urbana, i rapporti umani e i comfort della casa singola e di piccoli centri”. Il sistema abitativo che concepì nella sua tesi fondava tre diverse idee architettoniche: una struttura urbana tridimensionale integrata, un metodo costruttivo basato sull'uso di più moduli tridimensionali (scatole) e un altro sistema che poteva essere adattato ad un'ampia gamma di condizioni ambientali. Safdie sviluppò tre diversi sistemi costruttivi, ognuno con la propria struttura e geometria, da utilizzare per dare alloggio a una comunità di cinquemila persone. Il primo sistema (il modulo ripetitivo singolo), non portante, era costituito da unità modulari prefabbricate che venivano poste all'interno di una struttura di sostegno. Nel secondo sistema (costruzione con muri portanti) gli stessi moduli venivano assemblati e disposti in modo da sostenere la costruzione. Il terzo sistema (modulo portante) ricorreva a pareti prefabbricate sistemate a reticolo. In generale, questi sistemi e queste idee progettuali vennero applicate per fornire e incorporare i comfort che sembravano spesso mancare nelle case nordamericane: flessibilità, riconoscibilità, privatezza, senso di appartenenza alla comunità e uno spazio esterno di proprietà. I moduli, o scatole, venivano assemblati seguendo varie configurazioni, creando così una varietà di tipologie abitative contenenti una o più camere da letto. Grazie alla flessibilità della disposizione dei moduli, era possibile progettare un complesso abitativo senza avere due case uguali. Ogni singola unità abitativa poteva essere riconoscibile come tale dall'esterno, dando man forte alle caratteristiche originali del complesso architettonico in generale. Dato che le scatole erano disposte una sopra l'altra, le solette erano doppie, fornendo un maggiore isolamento acustico e quindi aumentando la sensazione di intimità all'interno delle abitazioni, cosa non ottenibile nei classici condomini cittadini. I moduli venivano raggruppati e disposti in modo da sembrare quasi privi di sostegno, staccati l'uno dall'altro ma con i tetti che diventavano terrazze esterne per un'altra casa. Infatti la superficie dei tetti era molto ampia per fornire il prezioso spazio esterno privato tanto desiderato dai residenti. Gli spazi interni ed esterni erano estremamente adattabili, dato che le terrazze potevano essere coperte, venendo così incontro alle esigenze dei gruppi familiari. Le scatole erano prodotte industrialmente, seguendo il principio secondo cui il prezzo di ogni unità abitativa era inversamente proporzionale al numero totale di unità prodotte, rendendo così possibile la costruzione di un intero villaggio in tempi relativamente brevi e con tanti contenuti. Il complesso era servito da passaggi pedonali che, insieme agli ascensori e alle scale disposte a distanza regolare, formavano il sistema viario principale che attraversava tutto il complesso. Le strade pedonali e i servizi in comune avevano la finalità di creare un villaggio unito, rispettando però il senso di individuabilità voluto dai residenti.